# Back in the Game
Back in the Game es una comedia de situación estadounidense estrenada el 25 de septiembre de 2013, al 11 de diciembre de 2013, en ABC. La protagonizan James Caan y Maggie Lawson y debutó en la temporada televisiva 2013-2014 como entrada de un miércoles a la noche. Back in the Game fue cocreada Mark y Robb Cullen por 20th Century Fox Television. ABC le dio luz verde a la serie el 10 de marzo de 2013.
El 1 de noviembre de 2013, ABC anunció su cancelación. Después de los primeros 10 episodios emitidos, ABC lo quitó de su programación y dejó 3 episodios sin emitir.
El 23 de febrero de 2014, los episodios restantes fueron estrenadas en iTunes, Amazon y otros servicios de streaming.

## Elenco
- Maggie Lawson como Terry Gannon, Jr.
- James Caan como Terry "The Cannon" Gannon, Sr.
- Griffin Gluck como Danny Gannon.
- Ben Koldyke como Dick Slingbaugh.
- Lenora Crichlow como Lulu Lovette.
- Cooper Roth como David Slingbaugh.
- J.J. Totah como Michael Lovette.
- Kennedy Waite como Vanessa.
- Brandon Selgado-Telis como Dudley Douglas.
- Matthew Zhang como Dong Jing.
- Sepehr Pazoki como Parvu.

## Episodios
| N.º | Título                           | Dirigido por               | Escrito por                   | Fecha de emisión original        | Código de prod. | Audiencia (millones) |
| --- | -------------------------------- | -------------------------- | ----------------------------- | -------------------------------- | --------------- | -------------------- |
| 1   | «Pilot»                          | John Requa y Glenn Ficarra | Robb y Mark Cullen            | 25 de septiembre de 2013         | 1AWX79          | 8.01                 |
| 2   | «Stay In or Bail Out»            | Eric Appel                 | Warren Lieberstein            | 2 de octubre de 2013             | 1AWX01          | 6.71                 |
| 3   | «Play Hard or Go Home»           | Eyal Gordin                | Gregg Mettler                 | 9 de octubre de 2013             | 1AWX02          | 6.53                 |
| 4   | «The Change Up»                  | Eyal Gordin                | Joe Lawson                    | 16 de octubre de 2013            | 1AWX04          | 6.35                 |
| 5   | «She. Could. Go. All. The. Way!» | Joe Nussbaum               | Eric Goldberg y Peter Tibbals | 23 de octubre de 2013            | 1AWX03          | 6.27                 |
| 6   | «Night Games»                    | David Katzenberg           | Scott Boden Hodges            | 30 de octubre de 2013            | 1AWX05          | 6.11                 |
| 7   | «Safety Squeeze»                 | Jeff Melman                | Kevin Garnett                 | 13 de noviembre de 2013          | 1AWX06          | 6.47                 |
| 8   | «No Crying in Baseball»          | Charles Minsky             | Daisy Gardner                 | 20 de noviembre de 2013          | 1AWX09          | 6.14                 |
| 9   | «Massive Election»               | Eric Appel                 | Robb y Mark Cullen            | 4 de diciembre de 2013           | 1AWX10          | 5.12                 |
| 10  | «I'll Slide Home for Christmas»  | Lev L. Spiro               | Corinne Kingsbury             | 11 de diciembre de 2013          | 1AWX08          | 6.14                 |
| 11  | «Color Barrier»                  | Lev L. Spiro               | Robb and Mark Cullen          | 23 de febrero de 2014 (internet) | 1AWX07          | N/A                  |
| 12  | «Sports Therapy»                 | Michael Patrick Jann       | Gregg Mettler                 | 23 de febrero de 2014            | 1AWX11          | N/A                  |
| 13  | «Who's on First»                 | Charles Minsky             | John Requa y Glenn Ficarra    | 23 de febrero de 2014            | 1AWX12          | N/A                  |

## Recepción
Kristin Dos Santos de E! Online, dijo que si bien la escritura y calidad del espectáculo fue bueno, la premisa podría no ser lo suficientemente original como para marcar una gran audiencia. Robert Bianco de EE. UU. Today dio el espectáculo 3 de 4 estrellas. [19] David Hinckley de la New York Daily News dio el espectáculo 2 de 5 estrellas. [20] Maria McNamara del diario, Los Angeles Times dijo Caan "es propietario de la pantalla siempre que está en él, Lawson "tiene lo suyo", y Crichlow y el carácter de Gluck eran "una delicia".